# 米尔斯菲
米尔斯菲（Millsfield）是美國新罕布什尔州库斯县的一个乡镇，根據2010年的人口普查結果，該鎮人口有23人。
1774年，米尔斯菲成為乔治·博伊德（George Boyd）等人所擁有的土地，當時米尔斯菲面積為23,200英畝（94平方），小鎮名字來自於托马斯·米尔斯爵士（Sir Thomas Mills）。
新罕布什尔州的法律允许居民少于100人的城镇在半夜开放投票站，這些投票站在所有登记选民投完票后會馬上关闭。从2016年美國總統選舉开始，米尔斯菲尔德成为新罕布什尔州第三个实行半夜投票的城镇。